# Daleszynek
Daleszynek (prononciation : [dalɛˈʂɨnɛk]) est un village polonais de la gmina de Kwilcz dans le powiat de Międzychód de la voïvodie de Grande-Pologne dans le centre-ouest de la Pologne.
Il se situe à environ 4 kilomètres à l'est de Kwilcz (siège de la gmina), 20 kilomètres à l'est de Międzychód (siège du powiat), et à 54 kilomètres à l'ouest de Poznań (capitale de la Grande-Pologne).

## Histoire
De 1975 à 1998, le village faisait partie du territoire de la voïvodie de Poznań.

Depuis 1999, Daleszynek est situé dans la voïvodie de Grande-Pologne.
Le village possède une population de 402 habitants en 2009.